# Düğünyurdu, İskenderun
Düğünyurdu là một xã thuộc huyện İskenderun, tỉnh Hatay, Thổ Nhĩ Kỳ. Dân số thời điểm năm 2011 là 761 người.